# 比利時的阿斯特麗德公主
阿斯特丽德公主（德語：Prinzessin Astrid von Belgien，1962年6月5日—），是比利时国王阿尔贝二世和保拉王后所生的第二个孩子和唯一女儿。
她的丈夫洛倫茲是奥匈帝国末代皇帝卡尔一世的孙子。1984年兩人結婚。1995年洛倫茲被授於比利時親王爵位。如使用已被废黜的奥匈帝国皇室头衔，公主则被称为“奧地利-埃斯特大公妃”。

## 家族
阿斯特丽德公主和洛倫茲親王他们有五个孩子：
- 阿梅德奥王子, 比利时王子
- 玛丽亚·劳拉公主, 比利时公主
- 约阿希姆王子, 比利时王子
- 路易莎·玛丽亚公主, 比利时公主
- 莱蒂西娅·玛丽亚公主, 比利时公主

## 王室角色
阿斯特丽德公主是比利時紅十字會前主席，現任比利時國防軍軍醫部隊上校。她的官方住所是布魯塞爾邊緣的拉肯王家城堡。她還是國際帕拉林匹克委員會名譽委員會的成員。

## 荣誉

### 比利时勋章奖章
- 利奥波德大绶勋章

### 外国勋章奖章
- 恩里克王子大十字勋章（葡萄牙語：Ordem do Infante D. Henrique）（葡萄牙，2006年3月8日公布[2])